# Hungría en los Juegos Olímpicos de Londres 1908
Hungría estuvo representada en los Juegos Olímpicos de Londres 1908 por un total de 65 deportistas que compitieron en 8 deportes.  
El portador de la bandera en la ceremonia de apertura fue el atleta István Mudin.

## Medallistas
El equipo olímpico húngaro obtuvo las siguientes medallas:
| Nombre                                                        | Deporte            | Competición        |
| ------------------------------------------------------------- | ------------------ | ------------------ |
| Oro                                                           |                    |                    |
| Jenő Fuchs                                                    | Esgrima            | Sable ind. M       |
| Dezső Földes Jenő Fuchs Oszkár Gerde Péter Tóth Lajos Werkner | Esgrima            | Sable por eqs. M   |
| Richárd Weisz                                                 | Lucha grecorromana | +82,5 kg M         |
| Plata                                                         |                    |                    |
| István Somodi                                                 | Atletismo          | Salto de altura M  |
| Béla Zulawszky                                                | Esgrima            | Sable ind. M       |
| Zoltán Halmay                                                 | Natación           | 100 m libre M      |
| Zoltán Halmay Béla Las-Torres József Munk Imre Zachár         | Natación           | 4 × 200 m libre M  |
| Bronce                                                        |                    |                    |
| Ödön Bodor József Nagy Pál Simon Frigyes Mezei                | Atletismo          | Relevo mixto M     |
| Károly Levitzky                                               | Remo               | Scull ind. (M1x) M |